# In-situ-Burning
In-situ-Burning (von in situ: „am (Ursprungs-)Ort“, „am Platz“, „an Ort und Stelle“) ist eine effiziente Maßnahme zur Verhinderung, dass Rohöl oder Schweröl aus leckgeschlagenen Tankern das Festland erreichen. Dazu werden die Ölteppiche in Brand gesteckt, um sich so das wochenlange Recyceln ölverschmierter Strände zu ersparen. Sind die Öllagen bereits an Land, etwa weil eine Pipeline beschädigt wurde oder das Öl bereits gestrandet ist, wird das Gebiet abgesperrt und dann entzündet.
Da die leicht brennbaren Bestandteile des Öls schnell verdunsten und die schwarze Masse bereits wenige Stunden nach einer Havarie nur noch schwer entflammbar ist, werden teilweise auch Schweißbrenner eingesetzt.